# 白岡市立菁莪中学校
白岡市立菁莪中学校（しらおかしりつ せいがちゅうがっこう）は、埼玉県白岡市にある公立中学校。

## 所在地
- 埼玉県白岡市下野田927番地
  - JR白岡駅より徒歩約30分

## 生徒・学級数
令和6年度　在籍生徒数
- 1年 - 32名（1クラス）
- 2年 - 43名（2クラス）
- 3年 - 42名（2クラス）
- 合計 - 117名（5クラス）

## 教育目標
「豊かでたくましい生徒」
- 自ら学ぶ生徒
- 思いやりのある生徒
- 進んで働く生徒

## 沿革
- 1947年 - 埼玉県南埼玉郡日勝村立日勝中学校が設立され菁莪小学校校舎に設置
- 1948年 - 新校舎（平屋建5教室）落成
- 1954年 - 白岡町誕生により校名を埼玉県南埼玉郡白岡町立菁莪中学校に変更
- 1969年 - 体育館及び更衣室・用具室・控え室等落成
- 1971年 - 鉄筋三階建校舎落成現第一校舎
- 1974年 - 鉄筋三階建校舎落成現第二校舎
- 1982年 - 菁莪中学校分離し白岡町立南中学校開校
- 1990年 - コンピューター20台設置
- 1996年 - 開校50周年記念式典で「菁莪中学校の歌」を「菁莪中学校校歌」として制定
- 1997年 - 第37回交通安全国民運動中央大会優良学校賞受賞、さわやか相談室設置
- 2002年 - 毎日カップ中学校体力づくりコンテスト優秀賞受賞
- 2003年 - テニスコート改修工事完了
- 2005年 - 平成16・17年度　白岡町教育委員会指定研究発表
- 2007年 - PCRコンピュータ40台の総入れ替え
- 2012年 - 白岡市誕生により校名を埼玉県白岡市立菁莪中学校に変更

## 校風
- 白岡市にある公立中学校4校のうち最も人数の少ない中学校。
- 学区が大変広く通学時間が徒歩45分かかる生徒もいる。しかし、自転車通学は認めていない（一部を除く）。学区内の小学校が白岡市立菁莪小学校だけであり、菁莪小学校を卒業した生徒（私立中学校を受験しなかった生徒、または近隣の学校へ移った生徒以外）が本校に進学する。そのため生徒同士の交友関係はかなり深い。近隣には菁莪幼稚園があり、こちらの幼稚園を卒園し菁莪小学校へ進学、そして菁莪中学校へ進学する生徒も半数を占める。
- 菁莪小学校とは川を隔てた距離にある。中学校創立当初は、既にあった菁莪小学校の校舎を借用していた。菁莪小学校自体は創立120年を超える伝統校である。

## 部活動
運動部
- バスケ部（男女）
- ソフトテニス部（男女）
- 女子卓球部

文化部
- 吹奏楽部
- 美術部
- 創作部

## 出身者
- 藤井栄一郎 - 白岡市長